# Christian Usinger
Christian Leopold Ernst Usinger (* 21. August 1894 in Wilhelmshaven; † 8. März 1949 in der Sowjetunion) war ein deutscher Offizier, zuletzt Generalleutnant im Zweiten Weltkrieg.

## Leben
Christian Usinger trat als Kriegsfreiwilliger am 1. August 1914 in das Fußartillerie-Regiment 1 ein und diente als Offizier im Ersten Weltkrieg. 1915 wurde er zum Leutnant der Reserve befördert.
Nach Ende des Ersten Weltkrieges wechselte er 1920 in den Polizeidienst.
Mitte 1926 heiratete er in Berlin Elisabeth Marie Charlotte Hahn (* 1904).
Anfang Oktober 1935 wurde er als Major Bataillonskommandeur von II./Artillerie-Regiment 13 in Magdeburg, welches kurze Zeit später der 13. Infanterie-Division unterstellt wurde, und wurde damit in die Wehrmacht übernommen. Am 1. Oktober 1937 wurde Usinger zum Oberstleutnant befördert. Zu Beginn des Zweiten Weltkriegs war er Kommandeur des Artillerie-Regiments 622 und erhielt in dieser Position im Oktober 1940 die Beförderung zum Oberst. Ende 1941 wurde er zum Artillerie-Kommandeur (Arko) 146 ernannt. Ab 27. April 1942 war er als Nachfolger von Generalmajor Paul Hielscher Arko 110. Vom 20. Oktober 1942 bis September 1943 war er letzter Kommandeur der 223. Infanterie-Division. Dabei wurde er im Dezember 1942 erst zum Generalmajor und dann im September 1943 zum Generalleutnant befördert. Anschließend folgte die Ernennung zum ersten Höheren Artillerie-Kommandeur 315 (Harko) bei der 16. Armee an der Ostfront. Hier bildete er u. a. mit Teilen der 81. Infanterie-Division und einer Sturmgeschütz-Brigade die Kampfgruppe Usinger. Ende April 1945 gab er den Posten ab und Generalmajor Hans-Joachim Baurmeister wurde sein Nachfolger.
Anschließend wurde Usinger am 22. April 1945 mit der Führung des I. Armeekorps im Kurland-Kessel beauftragt. Am 8. Mai 1945 erfolgte die Kapitulation und das gesamte Korps ging in sowjetische Kriegsgefangenschaft, in welcher er 1949 starb.

## Auszeichnungen (Auswahl)
- Eisernes Kreuz (1914) II. und I. Klasse
- Spange zum Eisernen Kreuz II. und I. Klasse
- Deutsches Kreuz in Gold am 19. September 1942
- Ritterkreuz des Eisernen Kreuzes am 15. September 1944[7]